# Hudești
Hudești (wymowaⓘ) – wieś w Rumunii, w okręgu Botoszany, w gminie Hudești. W 2011 roku liczyła 1100 mieszkańców.